# Prionyx kurdistanicus
Prionyx kurdistanicus är en biart som först beskrevs av Vladimir Balthasar 1954.  Prionyx kurdistanicus ingår i släktet Prionyx och familjen grävsteklar. Inga underarter finns listade i Catalogue of Life.